# Grote kanoet
De grote kanoet (Calidris tenuirostris) is de grootste  van het geslacht Calidris. De vogel werd in 1821 door  Thomas Horsfield beschreven. Het is een bedreigde trekvogelsoort die broedt in Noord-Azië.

## Beschrijving
De grote kanoet is 28 tot 30 cm lang. De vogel is sterk verwant aan de kanoet, maar is niet zo opvallend rood in de broedtijd; zowel in zomerkleed als in winterkleed heeft de grote kanoet duidelijke zwarte stippels op de borst. In zomerkleed zijn de bovendelen van de vogel warmbruin gekleurd, in winterkleed wordt de vogel veel meer grijs, net als de gewone kanoet. Het is een forse, vrij gedrongen vogel met korte hals en poten en een middellange snavel.

## Verspreiding en leefgebied
De grote kanoet broedt op de toendra's in het noordoosten van Siberië. Het is een uitgesproken trekvogel die in grote troepen overwintert langs de kusten van zuidelijk Azië tot in Australië. Het is een dwaalgast in West-Europa.

## Status
De grote kanoet heeft een betrekkelijk klein broedgebied. De grootte van de wereldpopulatie werd in 2007 geschat op 292.000 tot 295.000 exemplaren. De soort gaat aantoonbaar in aantal achteruit en het tempo ligt boven de 77% in 22 jaar (6,6% per jaar). Grote stukken van waddengebieden, die belangrijk zijn als foerageergebied tijdens de trek, in onder andere China, Japan en Zuid-Korea (de polder Saemangeum) zijn verloren gegaan door inpoldering en hebben aantoonbaar effect op de grootte van de populatie. Om deze redenen staat deze strandloper als bedreigd op de Rode Lijst van de IUCN. Ook in Australië wordt de grote kanoet beschouwd als een bedreigde diersoort. De vogel is beschermd via het AEWA.

### Voorkomen in Nederland
In 1991 werd voor het eerst in Nederland een grote kanoet waargenomen. In 2016 was het aantal waarnemingen drie in Nederland en 14 in totaal in Europa.